# Психоделічний ембієнт
Психоделічний ембієнт (псі-ембієнт, псибієнт, псайбієнт, сайбієнт, англ. psybient, Psychedelic Ambient) — різновид повільної електронної музики («даунтемпо»), пов'язаний з еволюцією гоа-трансу і псі-трансу та естетикою психоделії. Нерідко псі-ембієнт включає також елементи етнічної музики або нью-ейджу.
Композиції псі-ембієнту зосереджені навколо концепції «звукової подорожі» або «музичної прогулянки». Як і псі-транс, псі-ембієнт акцентує увагу на тривалому безперервному і монотонному ритмі у загальному темному звучанні, проте псі-ембієнт відрізняється більшою увагою до безкраїх звукових просторів, і меншою — до чітких ритмоструктур.
Відправним альбомом ґатунку вважається альбом «Are You Shpongled?» гурту «Shpongle» (1998), хоча повільні псі-трансові композиції з'являлися і раніше. Серед інших виконавців цієї течії — «Entheogenic», «Bluetech», «Shulman», «Kick Bong», «Pitch Black», «Younger Brother» та «Capsula».

## Представники
- Abakus
- Aedem
- Aes Dana
- Alexander Daf
- Androcell
- Asura
- Bluetech
- Carbon Based Lifeforms
- Cell
- Celtic Cross
- Chronos
- Entheogenic
- Ephemeral Mists
- H.U.V.A. Network
- Harax
- Hol Baumann
- Ian Ion
- Ishq
- Kick Bong
- Kuba
- Mystical Sun
- Open System
- Ott
- Shpongle
- Shulman
- Side Liner
- Slackbaba
- Solar Fields
- Sync24
- VRESNIT
- Will-O'-The-Wisp
- Younger Brother
- Zero Cult
- Zymosis

## Радіо
- di.fm/psybient